# 蠟筆小新防災手冊：地震了！只有我一個人怎樣辦？
蠟筆小新防災手冊：地震了！只有我一個人怎樣辦？（日语：クレヨンしんちゃんの防災コミック 地震だ!その時オラがひとりだったら）是蠟筆小新兒童學習本的其中一冊單行本。手冊以野原一家於一場地震中所遭遇的事，教導兒童如何應對地震及避難，尤其是當他們身旁沒有成人或任何人陪同的情況下。

## 概要

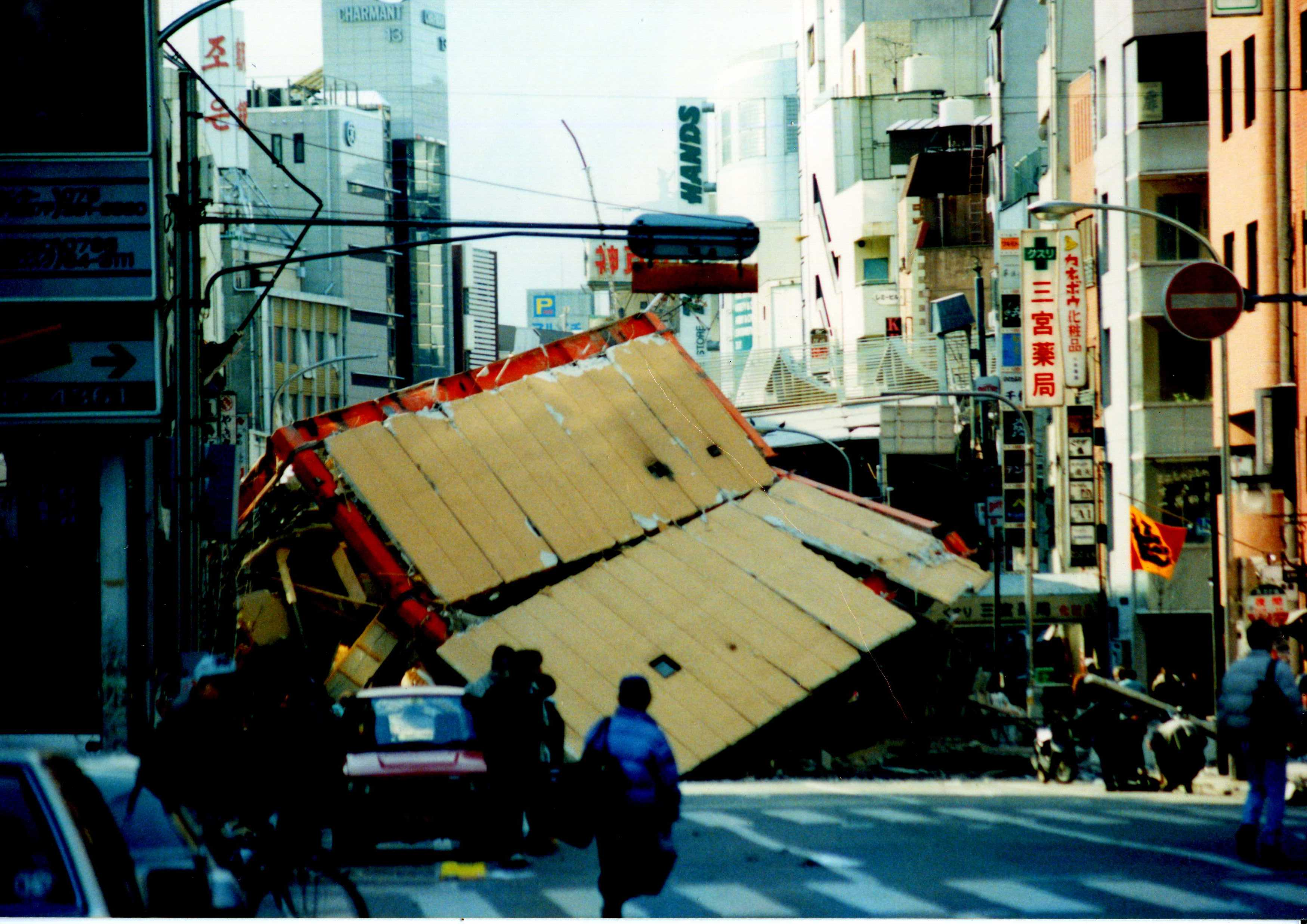
阪神地震後的生田新道。

本作收集並刊登多張由民間提供的阪神地震及東北地方太平洋近海地震災後相片，使兒童認識到城市、郊外於地震後的模樣與防災之重要。

### 製作人員
本作的監修人為永田宏和，他是東京燃氣、東京地下鐵、無印良品等企業的防災顧問。他注重兒童防災教育議題，曾於阪神地震十週年時開發出「THE！青蛙宣傳隊！」的防災學習軟件。

## 故事大綱
某天無聊無趣的下午，小新獨個兒留在家裡看家期間突然遇上了地震。小新連忙收拾應急物資後，遇上手持防災地圖的鄰居——北本太太。北本太太將小新和小白帶往避難所暫住及避難。小新在避難所重遇風間、風間母親和自己的家人。最後，野原一家決定制定一套自家的防災計劃，該計劃成功於下一場地震中實踐。

## 本作角色
| 角色     | 介紹                                                       |
| 有備無患 | 負責告訴讀者預防地震重要性的解說員。                       |
| 北本太太 | 野原一家的鄰居，帶領小白及小新逃難。                       |
| 老奶奶   | 避難所的災民，曾被小白弄跌，最後由其兒子接走及到遠方生活。 |